# By My Side
『By My Side』（バイ マイ サイド）は、1978年にリリースされた来生たかおの3枚目のオリジナルアルバム（LP〈規格品番：MKF-1035〉／CT〈規格品番：CKG-1038〉）である。

## 概要
※原則的に、来生たかおは“来生”に省略、来生えつこは“来生えつこ”と表記。
本アルバムまでは、来生が歌手デビューする前に姉弟で書き溜めていた楽曲も収録されており、来生えつこは、歌詞に関するディレクターからの提案等もまだなく、その内容は割と自由だったと語っている 。また、レコード会社から期待されていた『浅い夢』『ジグザグ』がセールス的に振るわなかったため、本作からは周辺も“まぁ、ゆっくりやろう”という空気になったという。
ジャケットには、コーデュロイのジャケットにハンチング帽で葉巻を吹かした来生自身のポートレートが使われており、銀座まで行って誂えたというそのコスチュームはギルバート・オサリバンの初期のスタイルを意識したものである。

## 復刻盤
- 1986年7月25日：歌手デビュー10周年に際し、CD化（規格品番：H33K-20045）
- 1991年4月25日：CD（規格品番：KTCR-1046）
- 1995年7月21日：歌手デビュー20周年に際し、CD選書Q盤として高城賢によるデジタルリマスター化（規格品番：KTCR-1558）。
- 2007年3月21日：オリジナル・アルバム、企画アルバムを集めた21枚組CD-BOX『来生たかお大全集』（ユニバーサルミュージック／規格品番：UPCY-6355/75）に1995年版を収録（規格品番：UPCY-6357）。

## パッケージの体裁

### アルバムタイトル
※初出のジャケット表記“By My Side”以外のもの
ジャケット
- 1986年版CD・1991年版CD：“BY MY SIDE”

ケースの側面部
- LP：“By My Side”“ここへおいでよ”の併記
- CT：？
- 1986年版CD・1991年版CD・1995年版CD・2007年版CD：“BY MY SIDE”

帯
- LP：“By My Side”“ここへおいでよ”の併記
- 1986年版CD：“バイ・マイ・サイド”“BY MY SIDE”の併記
- 1991年版CD：“バイ・マイ・サイド”
- 1995年版CD：“BY MY SIDE”

“ここへおいでよ”というフレーズはメインタイトルとして扱われることもあったが、CD化以降、表記自体が用いられていない。
CD-BOX『来生たかお大全集』では“BY MY SIDE”と紹介されるなど、各種ディスコグラフィーによっても表記は片仮名やアルファベットになっている。

### ディスクジャケット
- 1986年版CD：ジュエルケースにブックレットを挿入
- 1991年版CD：ジュエルケースに1986年版CDのものを基調としたブックレットを挿入
- 1995年版CD：ジュエルケースに2つ折りのカード（及び、LP版のものを基調とした歌詞カード、既出オリジナル・アルバムのディスコグラフィー）を挿入
- 2007年版CD：ジュエルケースに2つ折りのカード（及び、LP版のものを基調とした歌詞カード）を挿入（及び厚紙製ケース付き）

### 帯のコピー
- LP：やさしさをありったけ 君にあげるよ きっと……… 来生たかお待望のサード・アルバム（前半部分は収録曲「涙嫌い」の一節）
- LP：来生たかおフェア 確かな音楽活動と優しさに裏打ちされた来生たかおの世界を、今あなたのライブラリーに！ 作曲家来生の評価を確立させた珠玉の名曲揃い！
- 1986年版CD：“CDオリジナル・セレクション”“10th anniversary -since 1976-”との記載あり（帯はシール仕様）
- 1991年版CD：記載なし
- 1995年版CD：絶妙のコンビネーションを誇る来生姉弟の魅力満載、サードアルバム。 「片隅にひとり」、「オレンジ通り五番街（振り向いてアベニュー）」収録。（“20th anniversary”の記載あり）

## 収録曲
全作詞：来生えつこ　全作曲：来生たかお

### SIDE 1
1. 片隅にひとり（3：32）
  - 編曲：星勝
  - 第5弾オリジナル・シングル（1978年10月1日リリース）で、ジャケット写真は本アルバムと同じものが使用されている。
  - 来生えつこは、曲調通り歌謡曲を意識し、虚無感が漂う泥臭い都会の風情を描いたという。また、前川清等、ムード歌謡の歌手が歌っても良いと語っている[4]。
2. 僕のユーモレスク（3：28）
  - 編曲：松井忠重
  - 間奏部に、チェコの作曲家であるアントニン・ドヴォルザークの「ユーモレスク作品101, B.187」の第7番が引用されているが、これは来生えつこの提案によるものである[5]。
3. ふたり（3：50）
  - 編曲：鈴木茂
  - 永井美智子とのデュエット曲で、初めからデュエットを想定して作られたという[6]。
  - 実際にリリースされた姉弟作品の中で、初めて歌詞の中に“愛”という文字が入っているが、来生えつこによれば、それまで気恥ずかしさから意図的に“愛”という言葉の使用を避けていた（“恋”で代替していた）という[1]。
4. プリズムストーリー（2：38）
  - 編曲：井上鑑
  - 来生は、ナット・キング・コールに歌って欲しいと語ったことがある[7]。
5. 窓を開けますか（6：30）
  - 編曲：松任谷正隆

### SIDE 2
1. 振り向くならせめて（3：28）
  - 編曲：井上鑑
  - 第5弾オリジナル・シングル「片隅にひとり」（1978年10月1日リリース）のB面にも収録されている。
2. 涙嫌い（3：59）
  - 編曲：松任谷正隆
  - 井上純一がシングル（1983年）としてカヴァーし、倉橋ルイ子が来生作品のみで構成したアルバム『THANKS』（1983年12月1日リリース）でカヴァーしている。
  - 来生えつこによる同名小説（祥伝社／1997年）も書かれている。
3. ひとくち助言（2：43）
  - 編曲：鈴木茂
  - 楽曲自体は、前アルバム『ジグザグ』制作時に既に作られており、不意に思い付いたタイトルを含め、歌詞は手直しもなくスムーズに完成したという[8]。
4. 官能少女（3：26）
  - 編曲：松井忠重
  - “少女”と“女”の間を擦り抜ける女の子に翻弄される男の子が描かれた歌詞は、来生えつこ自身、良い出来と述べている。歌詞に登場する“魚座”は、文字数、語感、“浮気っぽい雰囲気”ということで選ばれた。来生えつこ自身の星座でもある[9]。
  - フジテレビ系アニメ『みゆき』において来生の楽曲が挿入歌として使用されており、この曲もその中の1つである。
5. オレンジ通り五番街（振り向いてアベニュー）（3：45）
  - 編曲：椎名和夫
  - 1978年4月 - 1979年3月、梶原茂、みのもんたがパーソナリティーを務めた文化放送『オレンジ通り五番街』のオープニングテーマとして使われた。
  - 河合奈保子がアルバム『あるばむ』（1983年1月21日リリース）でカヴァーしているが、タイトル内の漢数字が算用数字（五→5）となり、歌詞の主語が“僕”から“私”に、語尾が女言葉に改変されている。

## 参加ミュージシャン
記載なし

## 参加スタッフ
- Producer：多賀英典
- Director：本間一泰
- Recording Engineer：高城賢
- Cutting Engineer：富田忠男
- Photographer：横木安良夫
- AD & Design：竹内幹雄
- Stylist：桧山和夫
- Hair & Make：矢野トシコ
- Management：KITTY Management Inc., Tokyo
- Promotion：KITTY Enterprises Inc., Tokyo